# Turricula (Plantae)
Turricula, monotipski biljni rod iz porodice boražinovki smješten u potporodicu Namoideae. Jedina vrsta je T. parryi u Sjevernoj Americi (sjeverozapadni Meksiko i Kalifornija)

## Sinonimi
- Eriodictyon parryi (A.Gray) Greene
- Marilaunidium parryi (A.Gray) Kuntze
- Nama parryi A.Gray